# 榛葉英治
榛葉 英治（しんば えいじ、1912年〈大正元年〉10月21日 - 1999年〈平成11年〉2月20日）は、日本の小説家である。

## 来歴・人物
静岡県掛川市生まれ。静岡県立掛川中学校（現在の静岡県立掛川西高等学校）を経て、早稲田大学英文科卒業。満洲国外交部に勤める。敗戦後引き揚げ、仙台市の東北連絡調整事務局に勤務したが、1948年、辞職、上京して創作活動に専念、多くの通俗小説を書く。初期作品に『渦』『淵』『流れ』三部作がある。1958年の『赤い雪』は敗戦時の満洲の混乱を描き、直木賞受賞。
外祖父の村岡素一郎は民間史論家で、徳川家康の出自に関して独自の研究を行った。

## 著書
- 蔵王・蘇える女 東京文庫, 1951
- 女人開花 鱒書房(コバルト新書) 1955
- 渦・淵・流れ 近代生活社, 1956
- 赤い雪 和同出版社, 1958
- 誘惑者 光文社, 1958
- 女の砂漠 光書房, 1958
- 乾いた湖 和同出版社, 1958
- 夜と昼の顔 アサヒ芸能出版, 1959
- 漂う女 小壷天書房, 1959
- 愛する日々 光文社, 1960
- 午後の遊び 人間動物園　昭和書館, 1961
- 女人記 七曜社, 1962(不作法随筆シリーズ)
- 史疑 徳川家康 雄山閣出版、1963 - 徳川家康の入れ替わり説を説いた村岡素一郎『史疑』の現代語訳。改題『史疑 徳川家康物語』雄山閣出版、1972年。復題再刊『史疑 徳川家康』雄山閣出版、1991年、新版、2008年。河出文庫、2022年。ISBN 978-4-309-41921-3
- 城壁 河出書房新社, 1964. 復刊、文学通信、2020年。ISBN 978-4-909658-30-2
- 倦怠の花 冬樹社, 1965
- 四季の釣り 真珠書院, 1965(パール新書)
- 渓流・川と海の釣り 金園社, 1966 (つりブックス)
- 悲愁の川 毎日新聞社, 1968
- アコひとりパリへ 偕成社, 1971 (少女小説シリーズ)
- 春の陽炎 春陽堂書店, 1970 (サン・ポケット・ブックス)
- 釣魚礼賛 東京書房社, 1971
- 極限からの脱出 読売新聞社, 1971
- 英雄たちの顔 月刊ペン社, 1971
- 裸の衣裳 桃園書房, 1971
- 大いなる落日 時事通信社, 1974
- 裸の森 桃園書房, 1974
- 大いなる夜明け 時事通信社, 1976
- 夕日に立つ 日本経済新聞社, 1976
- 肉体の悪魔 桃園書房, 1978
- 灰色地帯 日本経済新聞社, 1978
- 炎の女 北条政子 静岡新聞社, 1979
- 釣魚礼賛 続 日本経済新聞社, 1980
- 維新悲歌 評伝社, 1981
- ソ連強制収容所 評伝社, 1981
- 満州国崩壊の日 評伝社, 1982
- 大隈重信 進取の精神、学の独立 新潮社, 1985
- 板垣退助 自由民権の夢と敗北 新潮社, 1988
- 妻たちの輪舞 河出書房新社, 1988
- 福沢諭吉少年少女こころの伝記 ,新学社・全家研 1988
- 奔れ晋作! 長州維新風雲録 日本経済新聞社, 1990 のち廣済堂文庫
- 冬の道 河出書房新社, 1990
- 異説徳川家康 日本経済新聞社, 1991
- 女院徳子の恋 日本経済新聞社, 1992
- 八十年現身の記 新潮社, 1993
- 新説徳川吉宗伝 ベストセラーズ, 1994
- 川釣り礼賛 平凡社ライブラリー, 1995
- 諸葛孔明がゆく 歴思書院, 1996